# アミメウナギ
アミメウナギ （網目鰻、学名：Erpetoichthys calabaricus、英: Reedfish）は、ポリプテルス科に属する魚類。属名 Erpetoichthys は「這う魚」を意味し、種小名 calabaricus は基産地であるナイジェリア南東部クロスリバー州のカラバルに由来する。属名を Calamoichthys とする文献もある。

## 形態
全長は最大で37センチメートル（cm）程度。和名通り体が非常に細長い。英名も"Reedfish"（ヨシ魚）、"Ropefish"（ロープ魚）など、その細長い外見にちなんだ名前である。ただし分類上はウナギではなくポリプテルスの仲間である。
ポリプテルスと同じく体は菱形の堅い「ガノイン鱗」におおわれる。背鰭には7-13本の小離鰭があり、幼魚には外鰓がある。体色は緑褐色で、胸鰭に黒い斑点がある。
ポリプテルスと異なり腹鰭がない。ウナギ型の魚類では腹鰭が消失する傾向があり、本種もその一例だと考えられる。

## 生態
西アフリカの熱帯域に分布し、流れのゆるい河川や湖沼の葦原に生息する。空気呼吸するための肺を持ち、水面に口を出して息継ぎを行うので、溶存酸素量の少ない熱帯淡水域でも生きられる。昼は物陰に潜み、夜になると動きだす。食性は肉食性で昆虫や甲殻類などを捕食する。

## 利用
食用にはならないが、ポリプテルスと同じく熱帯魚として人気がある。全長のわりに体が細長いので60cm水槽で終生飼育できる。ポリプテルス目の魚は全般的に水槽外へ飛び出す事故を起こしやすいが、本種は体が細い分小さい隙間からでも出てしまうので注意が必要。